# Beijing Dongyue Miao

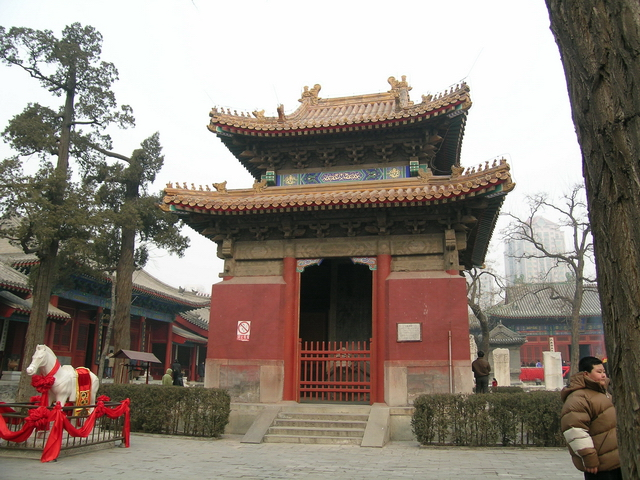
Dongyue-Tempel in Peking

Der Beijing Dongyue Miao (Pekinger Dongyue-Tempel; chinesisch 北京东岳庙, Pinyin Běijīng Dōngyuè Miào, englisch Beijing Dongyue Temple/Eastern Mountain Taoist Temple) ist ein daoistischer Tempel in der chinesischen Hauptstadt Peking. Er wurde von Zhang Liusun in der Zeit der Yuan-Dynastie erbaut und steht in der Tradition des Zhengyi-Daoismus.
Der Tempel steht seit 1996 auf der Liste der Denkmäler der Volksrepublik China (4-113).